# Agadzagadza

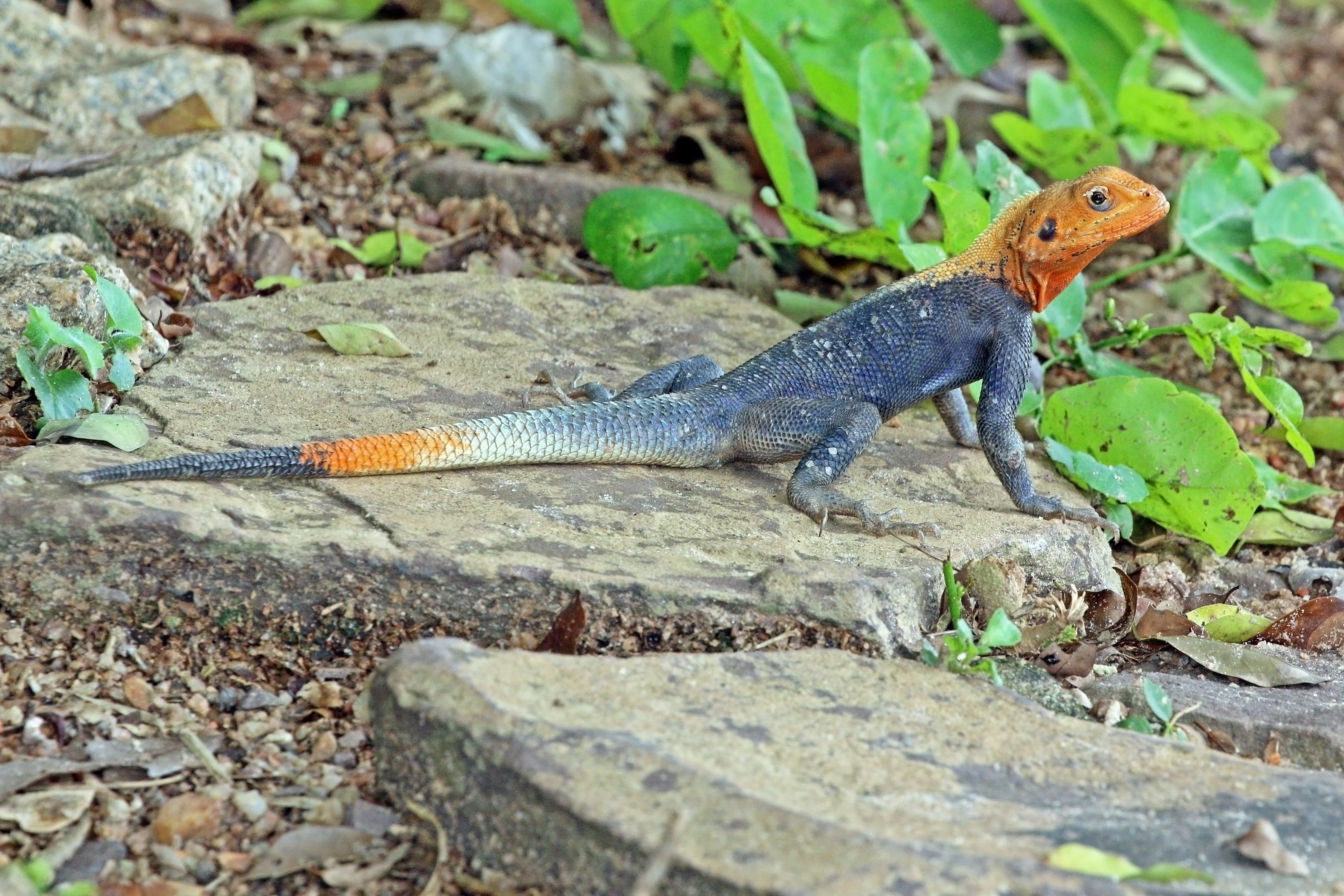
Lagarto Agama.

Agadzagadza é uma figura trapaceira da mitologia do povo Bura, um dos grupos populacionais da Nigéria . Sua representação é a de um lagarto agama macho e aparece como parte de uma explicação etiológica para as origens da morte em sua cultura.

## O mito de Agadzagadza
No mito que conta sua história, o povo Bura vivia um tempo em que não tinha concepção de tristeza, doença ou morte. Por causa disso, quando um homem finalmente adoeceu e morreu, o povo teve que determinar o que havia acontecido e o que deveria fazer a respeito. Foi decidido que eles enviariam um emissário ao Deus do Céu para obter resposta a essas questões. Como emissário, eles escolheram um verme.
O verme se encontrou com o deus do céu e disse: "Um homem morreu e eles me enviaram para perguntar o que devem fazer com ele." O deus do céu deu a ele as seguintes instruções: "Vá e diga a eles para pegar o cadáver, pendurá-lo na forquilha de uma árvore e jogar mingau até que volte à vida. Quando voltar à vida, ninguém mais morrerá." O verme iniciou a jornada de volta ao povo Bura para entregar as instruções e trazer o homem de volta à vida.

### Apresentação do trapaceiro
Sem o conhecimento do verme, outra criatura (o lagarto Agadzagadza) estava escutando a conversa entre o verme e o deus do céu. Como o trapaceiro que era, o lagarto queria criar o caos, e por ser um lagarto, ele podia viajar muito mais rápido que o verme.
Agadzagadza alcançou o povo primeiro. Ele disse a eles que o deus do céu o havia enviado em vez do verme, porque ele era uma criatura mais rápida. Agadzagadza disse a eles que a maneira correta de lidar com a situação era "cavar uma cova, enrolar o cadáver em um pano e enterrá-lo na cova", o que era mentira.

### O retorno do verme
O verme, sem saber de tudo o que havia acontecido, finalmente chegou com suas instruções. Quando as pessoas perceberam que haviam sido enganadas pelo lagarto, ficaram bravas e culparam o verme por ser lento. Elas o acusaram de ter lidado com a situação de maneira incorreta. O verme respondeu que o povo o havia enviado na missão, mas impacientemente escolheu ouvir o conselho de outra criatura. O verme argumentou ainda que, por causa da trapaça, o certo seria o povo remover o homem da sepultura, e mais uma vez consultar o deus do céu para obter conselhos. As pessoas não queriam mais gastar nenhum esforço extra para exumar o corpo do homem. Cansadas dessa questão toda, o povo Bura optou por não prosseguir mais com o assunto e deixar o homem enterrado mesmo.

### Efeitos sobre a humanidade
Se a morte do homem tivesse sido tratada como o deus do céu ditou, então a humanidade nunca mais conheceria a morte. Porque as pessoas, por preguiça, negligenciaram corrigir seu erro, a morte permaneceria um fator em suas vidas para sempre. Na mitologia, essa ocasião é chamada de o "crime que Agadzagadza cometeu contra nós", embora a preguiça da humanidade também tenha sido um fator.

## Versões alternativas
Versões alternativas do mito apresentam pequenas mudanças na estrutura do conto. Uma versão especifica que o verme é enviado para visitar o deus Hyel, que é referido como um deus da lua em vez de um deus do céu e também é creditado como a figura de deus proeminente e progenitor. Esta versão também especifica que o primeiro homem morre na mesma época em que a população começou a crescer, logo após o surgimento de sua cultura. Neste conto, o verme volta mais rápido e, ao descobrir que as pessoas acabaram de terminar o processo de enterro, insiste que revertam o enterro e sigam as instruções dadas a ele por Hyel, em vez de aconselhar que consultem o deus para obter mais instruções.

## Mitologia africana

### Figuras de répteis
O uso de uma figura de répteis como figura mitológica não é exclusivo do povo da Nigéria. Outras culturas na África usam lagartos, camaleões, sapos e cobras em explicações de sua cultura e meio ambiente. Uma possível razão para a seleção desses tipos de animais é a natureza mutável do réptil, como a mudança de pele das cobras e adaptação de cores dos camaleões. Os lagartos, em particular, têm a capacidade regenerativa acentuada podendo refazer suas caudas, o que torna este animal o principal candidato a uma história sobre regeneração ou renascimento.
Os répteis nem sempre são retratados negativamente ou usados como figuras do caos, nem sempre são retratados como machos. Por exemplo, existe uma serpente Aido-Hwedo, da mitologia do país vizinho Benin . A serpente envolveu-se em torno da Terra, atuando como um sistema de suporte para o planeta depois que o mundo foi criado.

### Outra mitologia pertencente às origens da morte
Mitologia adicional relacionada aos conceitos de vida e morte existe em todas as culturas africanas. Exemplos dessas histórias foram coletados por James George Frazer em seu livro The Belief in Immortality and the Worship of the Dead . Em alguns casos, as criaturas envolvidas também são reptilianas, como o camaleão da mitologia Zulu . Nesse conto, o camaleão recebeu uma mensagem de vida, mas, por se mover muito devagar, foi espancado por um lagarto que carregava uma mensagem oposta. Assim, o camaleão é pouco considerado naquela cultura.